# Antoni Monserrat Moll
Antoni Monserrat Moll (Palma, 31 d'agost de 1954 - Palma, 19 de febrer de 2006) fou un economista i polític mallorquí.

## Biografia
Fill de Magdalena Moll Cifre i de Pau Monserrat Palerm. Va fer feina com a sindicalista a Comissions Obreres. Més endavant creà, juntament amb la seva germana major na Catalina Monserrat Moll, un despatx d'assessoria jurídica i econòmica.
Al llarg de la seva trajectòria professional va ser autor de nombroses publicacions, bàsicament dedicades a la incidència del món laboral en l'evolució de l'economia general.
Fou, però, com a Director General d'Economia del Govern de les Illes Balears que desplegà la seva gran tasca en pro d'una intensa divulgació de les dades estadístiques referents a la comunitat balear.
D'entre les seves iniciatives, cal esmentar el PEU (Punt d'Estadística Unificada) com a contenidor en CD-ROM dels principals productes estadístics referents a les Balears, el qual pràcticament arribà a totes les llars de les nostres Illes.
De les moltes publicacions en format paper que impulsà, cal esmentar la de Les Illes Balears en Xifres, que oferí edicions en sis idiomes (català, castellà, anglès, alemany, francès i italià).
En el seu intent per popularitzar l'estadística posà en marxa un sistema original de carpetes amb dades temàtiques que tengué una àmplia distribució en àmbits acadèmics.
En aquest mateix sentit posà en marxa el Concurs escolar d'estadística per promoure aquest coneixement entre els distints estudiants d'ESO, el qual comptà amb una gran participació dels centres de cada una de les illes.
Finalment, fou el promotor del I Congrés d'Economia de les Illes Balears, on a més de reconegudes personalitats del món econòmic, acadèmic, empresarial i polític de les Balears i de fora, hi participaren prop de 1.300 persones, i on l'estadística fou un dels elements cabdals que s'hi tractaren.
Però si per una cosa passarà a la història, és per haver estat l'impulsor de la primera Llei d'estadística de les Illes Balears. Amb ella, s'han posat les bases de l'actual sistema estadístic autonòmic, mitjançant la creació de l'Institut d'Estadística de les Illes Balears (IBESTAT) i establint la creació d'unitats estadístiques a les conselleries del Govern i als consells insulars. Tota una xarxa complexa però estructurada, que ens ha de permetre conèixer la nostra realitat més propera, perquè els distints agents econòmics, socials i polítics, entre d'altres, puguin actuar amb el rigor, l'eficàcia i l'eficiència que la societat de les Illes Balears demanda d'ells.
Després d'abandonar el seu càrrec com a gestor públic, es mudà a Maó per treballar de gerent a la fàbrica de bijuteria menorquina Catisa. En aquesta empresa hi dedicarà els darrers anys de la seva vida. Morí, als 51 anys, a la Policlínica Miramar.
Al novembre de 2008 l'IBESTAT instaura el Premi Antoni Monserrat i Moll en reconeixement del mèrit estadístic. El nom del premi posa en valor la trajectòria professional dedicada a l'estadística de l'economista mallorquí.